# スルガ銀行
スルガ銀行株式会社（スルガぎんこう、英語: Suruga Bank Ltd.）は、静岡県沼津市に本店を置き静岡県・神奈川県を主たる営業エリアとする日本の地方銀行である。実店舗は五大都市圏でも展開しており、インターネットバンキングでは全国展開している。沼津市・海老名市の指定金融機関。略称は『スルガ銀』。

## 概要
1887年（明治20年）に岡野喜太郎が結成した共同社を前身として、1895年（明治28年）に設立された。「スルガ銀行」の表記は、同行の商号が株式会社駿河銀行であった1990年（平成2年）から使用し、2004年（平成16年）に正式に商号とした。
インターネットバンキングへの着目や他業態との提携など、耳目を引く個性的な営業戦略を次々と打ち出し、インターネット支店（ネット支店）を開設した2000年（平成12年）前後には、株価が一時2,590円とバブル期をはるかに超える高値で取引されたが、2018年に1兆円を超える不適切融資が発覚すると、株価は620円まで下がりストップ安となった。
創業者一家である岡野家による同族経営で知られていたが、不適切融資問題を受けて金融庁より関係の清算を求められ、一族は役員を退陣、一族や関連企業が保有していた株式も2019年10月に大手家電量販店「ノジマ」に売却された。その結果、ノジマが当行の筆頭株主になり、2020年4月には副会長にノジマ社長の野島広司が就任、翌5月に両者の資本業務提携が発表された。
2020年には、SGホールディングスから招聘した副社長嵯峨行介が社長に昇格、ソニーライフ・エイゴン生命保険（現ソニー生命保険）社長の加藤広亮を副社長に、住友銀行（現三井住友銀行）出身の峯村悠吾を取締役に据え、企業体質の改善に乗り出した。
しかし、ノジマが構想したフィンテックとITの融合は成果が出ず、再建方針や意思決定のスピード感を巡り、経営陣と対立を深め、ノジマは2021年6月29日の株主総会で取締役の過半を刷新する人事案を提示するも、経営陣に退けられると、経営陣への不信感を強めたノジマは、野島が会長に就任する人事案を固辞し、提携解消を申し出、野島は副会長を退任することが発表された。その後、2022年3月8日にノジマとの資本提携を解消し、翌9日に同社が保有しているスルガ銀行株の全てを総額約174億円（1株407円）で買い取った。
2023年5月18日、クレジットカード会社「クレディセゾン」と資本業務提携することを発表した。同年7月3日、クレディセゾンはスルガ銀行株式の15.12%を取得し、持分法適用会社とした。

## 沿革

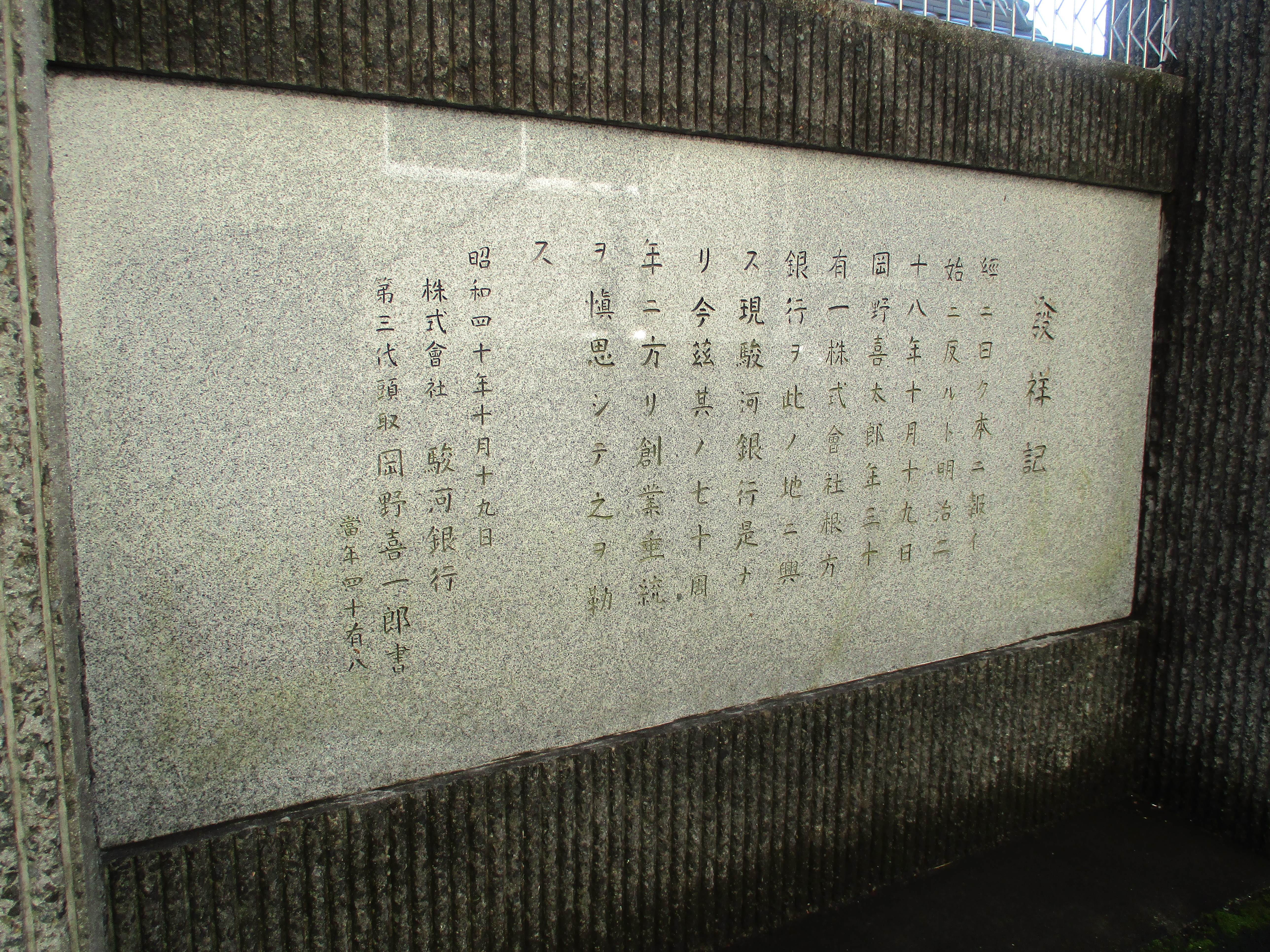
発祥記。沼津市青野の、岡野本家の壁にある。

- 1895年（明治28年）10月19日 - 株式会社根方銀行設立。
- 1896年（明治29年）12月28日 - 商号を株式会社駿東実業銀行に変更。
- 1912年（明治45年）7月19日 - 商号を株式会社駿河銀行に変更。
- 1923年（大正12年）7月31日 - 株式会社静岡実業銀行を合併。
- 1927年（昭和2年）3月1日 - 株式会社松田銀行を合併。
- 1928年（昭和3年）4月1日 - 株式会社富士銀行（現在のみずほ銀行の前身行とは異なる）を合併。
- 1943年（昭和18年）12月1日 - 株式会社駿河貯蓄銀行を合併。
- 1963年（昭和38年）11月15日 - 東京証券取引所第二部に株式を上場。
- 1965年（昭和40年）2月1日 - 東京証券取引所市場第一部に株式を上場。
- 1973年（昭和48年）6月18日 - オンラインシステム全店稼動。
- 1991年（平成3年）10月1日 - 熱海信用組合と合併。
- 2004年（平成16年）10月1日 - 商号をスルガ銀行株式会社に変更。
- 2007年（平成19年）
  - 7月 - 指静脈認証装置の設置を開始。
  - 11月29日 - 普通預金での生体認証対応ICキャッシュカードの取扱開始。
- 2008年（平成20年）
  - 3月6日 - 日本アイ・ビー・エムに111億700万円の損害賠償を求める訴訟を東京地方裁判所に提起[15]。
  - 5月30日 - 北海道札幌市に札幌支店を開店。
  - 8月29日 - 福岡県福岡市中央区天神に福岡支店を開店。
  - 10月1日 - 宮城県仙台市青葉区中央の仙台マークワン16階に仙台支店・ドリームプラザ仙台を開店。
- 2009年（平成21年）4月21日 - 京都府京都市下京区に京都支店・ドリームプラザ京都を新設。
- 2012年（平成24年）
  - 3月29日 - 前述の日本IBMを相手取っての訴訟で、東京地裁はスルガ銀行側の訴えを認める判決[16]。
  - 4月23日 - 東京支店柏出張所・ドリームプラザ柏を千葉県千葉市中央区新町のセンシティタワー21階に移転し、東京支店千葉出張所・ドリームプラザ千葉に変更。
  - 5月22日 - 広島県広島市中区大手町に大阪支店広島出張所・ドリームプラザ広島を新設。
- 2013年（平成25年）9月26日 - 勘定系システムの開発失敗の損害賠償を求める控訴審で東京高裁、日本IBMの賠償を41億に減額する判決を下し[17][18]、その後両者とも上告する[19][20]。
- 2014年（平成26年）
  - 1月6日 - 勘定系システムをBankVisionへリプレース[21][22][23]。
  - 2月24日 - 川崎市幸区のミューザ川崎セントラルタワー9階に川崎支店を開設。
  - 7月14日 - 未実施だった勘定系システムリプレースに伴う通帳変更を実施。
- 2015年（平成27年）
  - 4月1日 - 保険事業を営むアイシーの全株式を取得。完全子会社化した上で、ライフナビパートナーズに商号変更[24]（2020年5月1日にLNP株式会社に商号変更し、2020年11月27日清算）。
  - 6月15日 - 広島出張所を支店に昇格させ移転オープン[25]。
  - 7月9日 - 勘定系システムの開発失敗の損害賠償を求める訴訟で、最高裁第2小法廷は双方の上告を退ける決定をし、日本IBMに約41億7千万円の支払いを命じた二審の東京高裁判決が確定したことが明らかとなる[26][27][28]。
- 2018年（平成30年）
  - 9月7日 - 不正融資問題を受けて、同日付で、岡野光喜会長兼CEO、米山明広社長ら役員5名が引責辞任し、有国三知男取締役が社長に昇格する人事を発表（後述）。
  - 10月5日 - 金融庁は不動産投資向けの新規融資を6カ月間禁じる一部業務停止命令を出した。資料改竄などの不正融資以外にも反社会的勢力への融資といった問題があることを理由にあげている。一部業務停止命令は2013年にみずほ銀行に出されて以来（みずほ銀行暴力団融資事件）。
  - 11月30日 - 金融庁に業務改善計画を提出。「創業家本位の企業風土を抜本的に改めることが改革の前提条件」と明記した上で、社内ガバナンスの再構築、投資用不動産で不適切な融資を行った一部債務者への対応などを盛り込まれた[29]。
- 2020年（令和2年）
  - 5月29日 - 仙台支店を東京支店に統合。
  - 10月16日 - 広島支店を大阪支店に統合。
  - 11月13日 - 京都支店を大阪支店に統合。
- 2023年（令和5年）
  - 5月18日 - クレディセゾンとの間で資本業務提携締結を発表[12]。
  - 7月3日 - 自己株式の処分によりクレディセゾンが株式の15.12%を取得、同社の持分法適用会社となる[13][14]。
- 2026年（令和8年）5月 - この頃に勘定系システムのクラウド化を予定している[30](BankVision on Azureが採用される見込みである(非公式情報)。)。

## 歴代頭取・社長

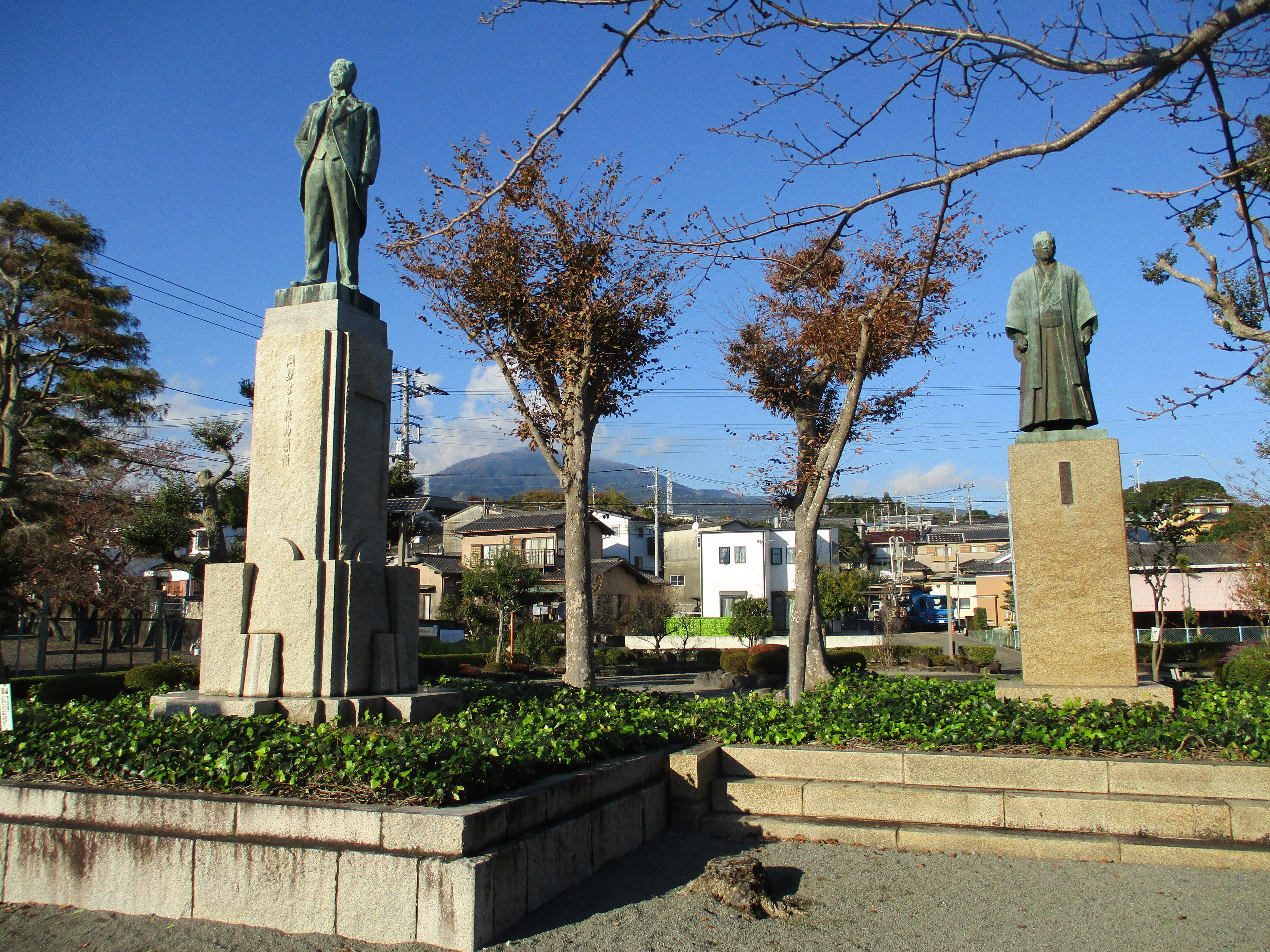
左が岡野喜太郎、右が岡野豪夫の銅像。沼津市青野の岡野公園にある。

| 代 | 氏名       | 期間            | 備考                             |
| -- | ---------- | --------------- | -------------------------------- |
| 1  | 岡野喜太郎 | 1895年 - 1957年 | 1864年生 1965年没 豆陽中学校中退 |
| 2  | 岡野豪夫   | 1957年 - 1964年 | 1890年生 1964年没 慶大理財科卒   |
| 3  | 岡野喜一郎 | 1964年 - 1981年 | 1917年生 1995年没 慶大法卒       |
| 4  | 岡野喜久麿 | 1981年 - 1985年 | 1925年生 2015年没                |
| 5  | 岡野光喜   | 1985年 - 2016年 | 1945年生 慶大経卒                |
| 6  | 米山明広   | 2016年 - 2018年 | 1965年生 明大工卒                |
| 7  | 有国三知男 | 2018年 - 2020年 | 1966年生 立教大経卒              |
| 8  | 嵯峨行介   | 2020年 - 2023年 | 1964年生 法政大法卒              |
| 9  | 加藤広亮   | 2023年 -        | 1966年生 京都大文卒              |

## 連結子会社
2023年3月31日現在。
- スルガスタッフサービス株式会社
- ダイレクトワン株式会社
- 株式会社エイ・ピー・アイ
- スルガカード株式会社
- スルガ・キャピタル株式会社
- スルガコンピューターサービス株式会社

## 実店舗展開

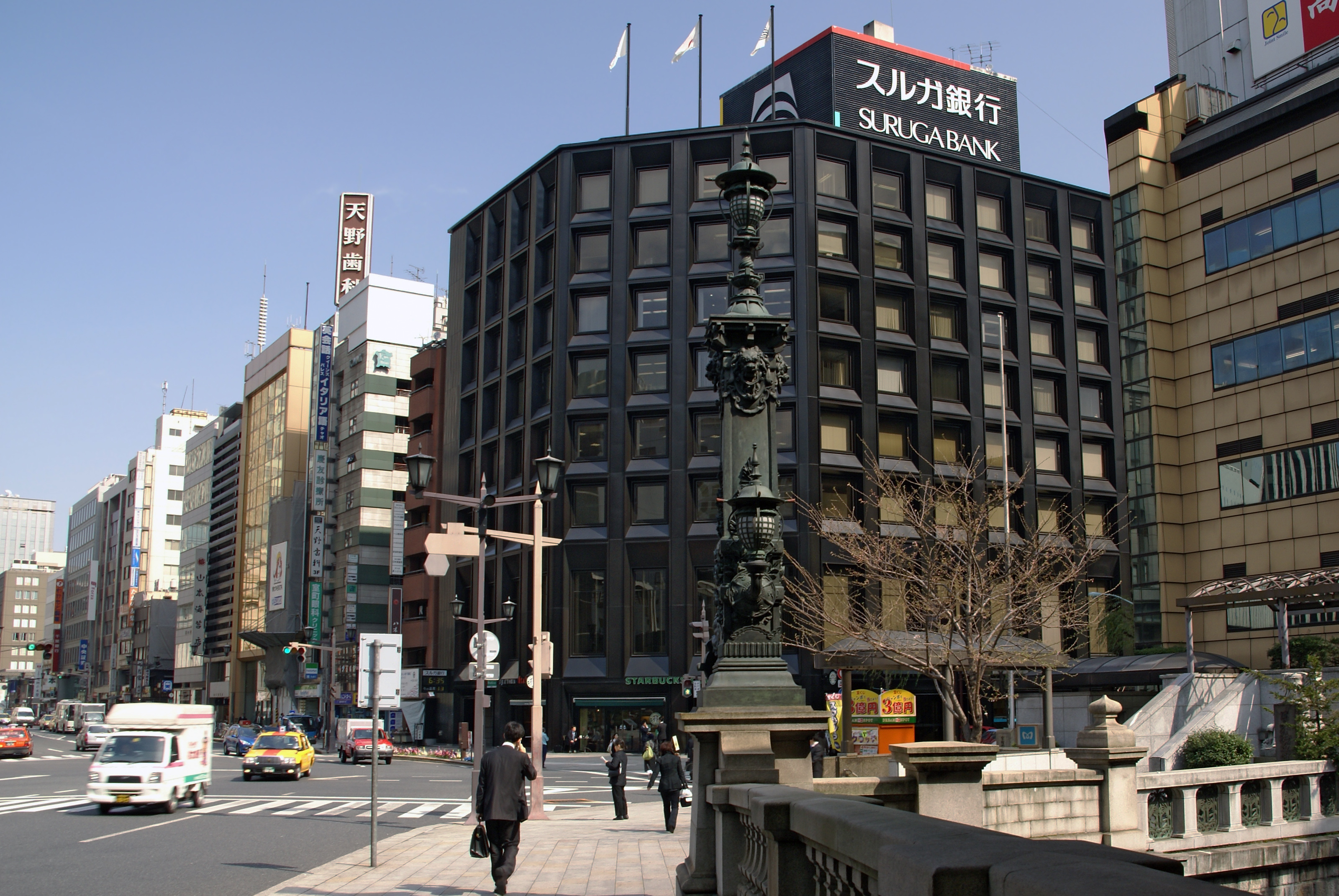
東京支店（中央区日本橋室町）
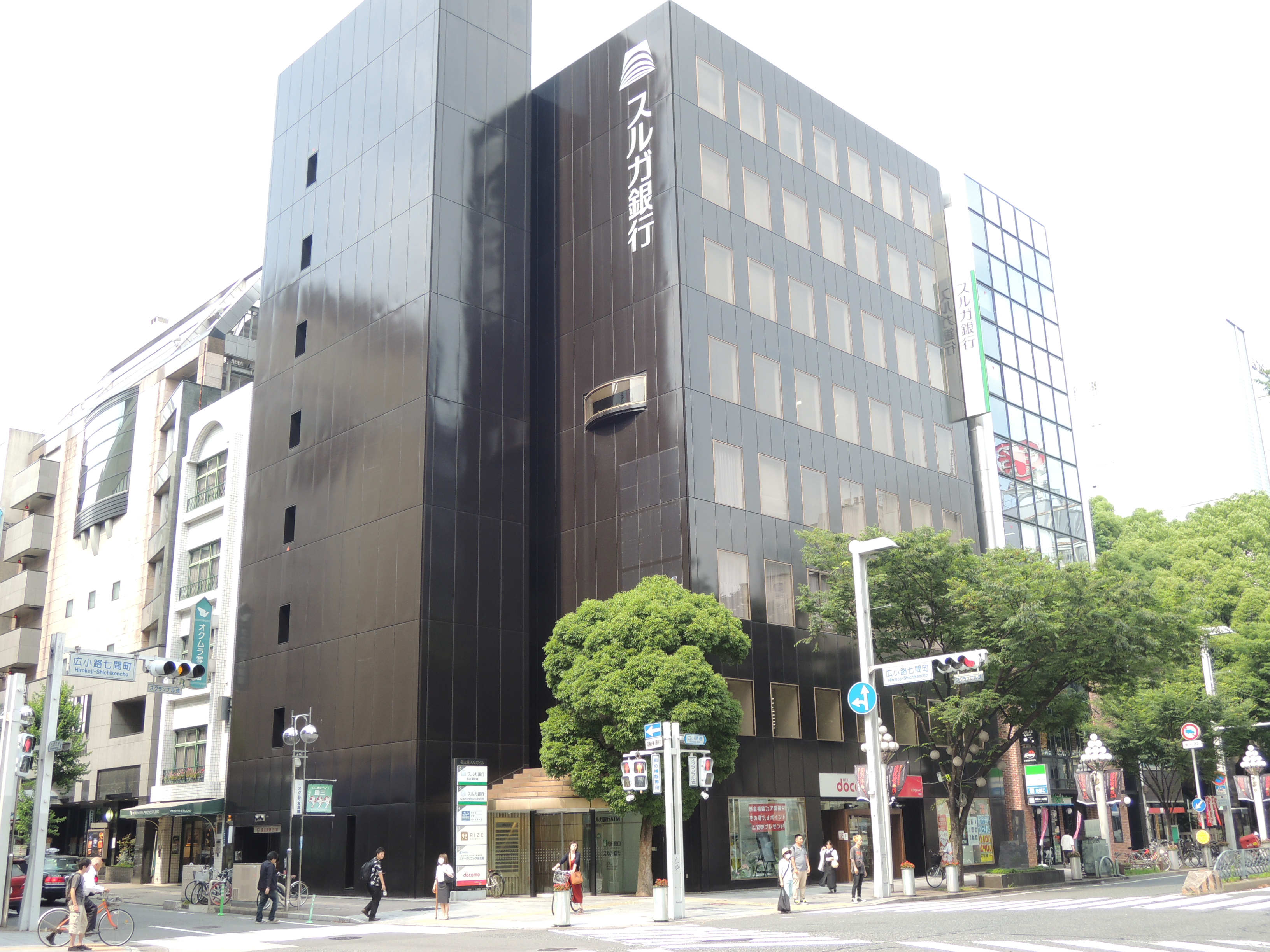
名古屋支店（名古屋市中区錦三丁目）

静岡県は本店並びに県庁内を含めて65店、神奈川県は県庁内を含めて38店ある（本店所在県でない神奈川県の営業基盤は第二次世界大戦前からのもの）。進出都道府県数は11（2020年6月30日現在）。
一方愛知県は名古屋市の1店のみ有し、静岡県と隣接する豊橋市からは撤退。地盤の静岡県、神奈川県以外の店舗は法人営業中心であったが、インターネット支店を展開し始めた2000年（平成12年）より個人用住宅ローン（主に不動産販売会社と提携したもの）の相談・手続窓口「ドリームプラザ」を併設するようになり、埼玉県大宮市（現:さいたま市大宮区）に東京支店大宮出張所を新設する形で関東地方北部へ進出。
その後、2008年（平成20年）5月に北海道札幌市、同年8月に福岡県福岡市、同年10月1日に宮城県仙台市（2020年（令和2年）5月29日に東京支店に店舗統合）、2009年（平成21年）4月21日に京都府京都市（2020年（令和2年）11月13日に大阪支店に店舗統合）、2012年（平成24年）5月22日には広島県広島市（2020年（令和2年）10月16日に大阪支店に店舗統合）に出店。地方銀行ながら日本五大都市圏全てに進出し、北海道から九州まで四国を除く日本の全ての地方に店舗を構えた（その後の店舗統合により東北地方・中国地方から撤退した）。なお、これらドリームプラザ併設店舗は、住宅ローン業務を中心としたものでほとんどが空中店舗であるものの併設の支店、出張所では通常の銀行業務を扱い、ATMも設置している。

### 静岡・神奈川以外の実店舗所在地
- 北海道札幌市（1店舗 - 札幌）
- 埼玉県さいたま市（1店舗 - 大宮）
- 千葉県千葉市（1店舗 - 千葉）
- 東京都23区（3店舗 - 東京[注 1]、渋谷、新宿）
- 愛知県名古屋市（1店舗 - 名古屋）
- 大阪府大阪市（1店舗 - 大阪）
- 福岡県福岡市（1店舗 - 福岡）

## インターネット支店
特にインターネットバンキングに力を入れており、多くの企業と提携しインターネット支店を開設している（店番号順に記載）。
- 180 個人専用支店 （旧ゆうちょ専用支店[34]）
- 696 イービジネスダイレクト支店
  - イービジネスダイレクト支店CLUB USEN - 株式会社USEN[35]
- 698 ダイレクトワン支店 - ダイレクトワン株式会社
- 699 ドリームダイレクト支店
- 850 ANA支店 - 全日本空輸株式会社
- 852 タウンネットワーク支店 - タウンネットワークサービス株式会社
- 855 Tポイント支店 - カルチュア・コンビニエンス・クラブ株式会社
- 856 リクルート支店 - 株式会社リクルートホールディングス
- 880 ソネット支店 - ソニーネットワークコミュニケーションズ株式会社
- 881 ハウジングローン支店
- 882 Dバンク支店 （旧ネットバンク支店[36]）
  - Dバンク支店dポイントクラブ応援バンク - 株式会社NTTドコモ
  - Dバンク支店ALSOK CLUB - 綜合警備保障株式会社
  - Dバンク支店Gポイントクラブ - ジー・プラン株式会社

### 現存しないインターネット支店
いずれもDバンク支店に店舗統合している。
- ダイレクトバンク支店 （旧ソフトバンク支店[37]）[38]
- エスイーバンク支店[39]
- マイ支店[40]
- OCN支店[41]

## 独自のサービス

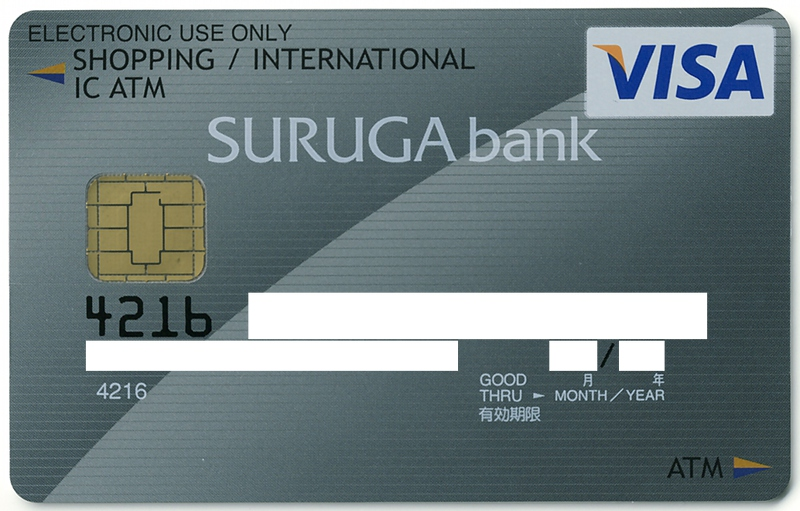
年会費なしのVISAデビットを発行

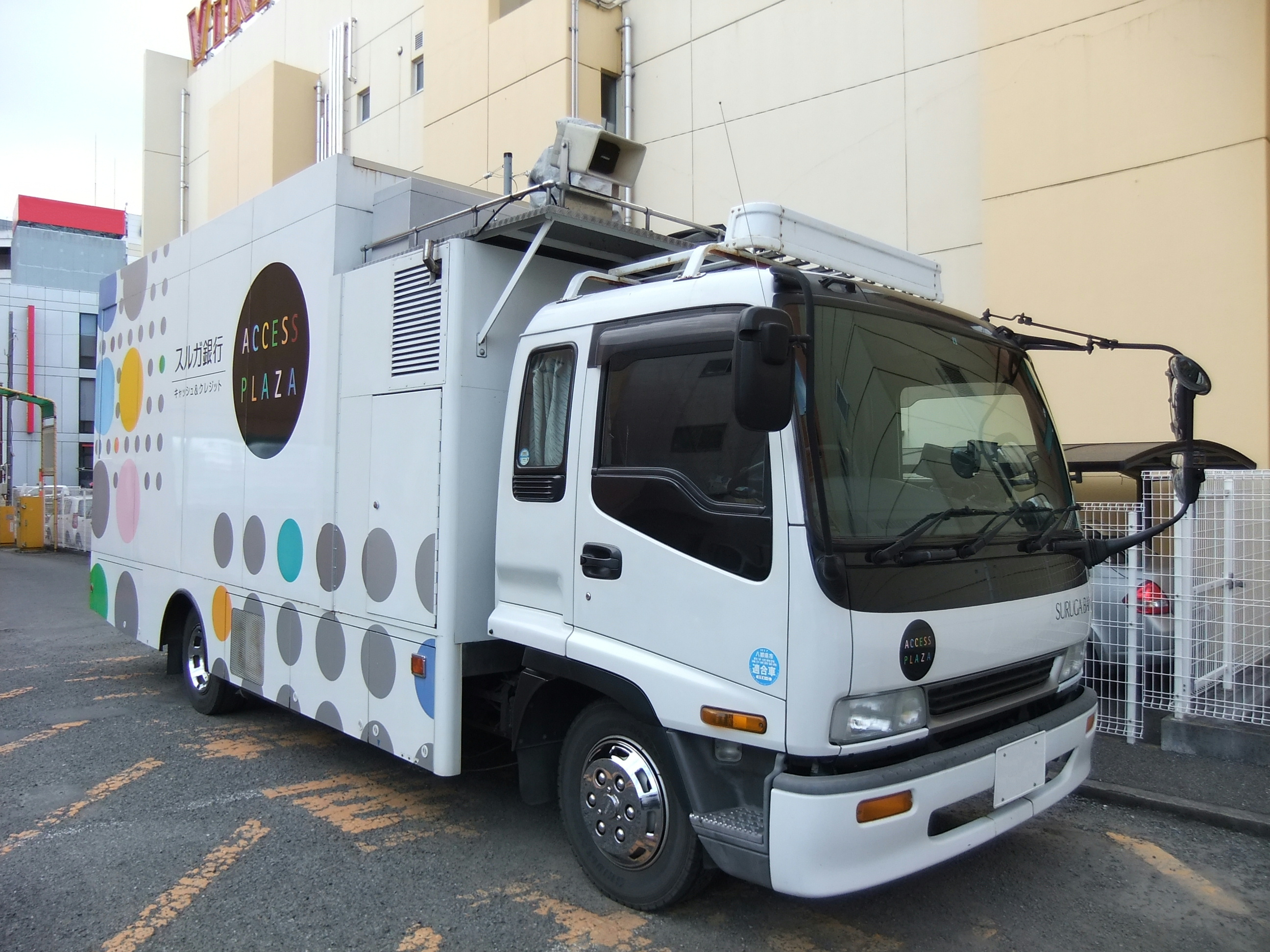
アクセスビークル（いすゞ・フォワード）

### SURUGA VISAデビットカード
VISAデビットと日本版のJ-Debitの2種類の即時決済が可能なカード（デビットカード）であり、また2007年（平成19年）2月15日以降に発行されたカードは、ICキャッシュカードとしても利用可能。
その後、生体認証（指静脈）キャッシュカードも発行された。

### みまもりサービス
家に置いているキャッシュカードの盗難対策、不正利用対策機能で、ALSOK（綜合警備保障株式会社）のホームセキュリティに連動し、キャッシュカードを使用不能にする。

### バイオセキュリティシステム
掌の静脈による生体認証で本人確認を行う。次のような商品に利用されている。
- バイオセキュリティ預金（バイオセキュリティ普通預金及びバイオセキュリティ定期預金）
- バイオセキュリティ投資信託
- バイオセキュリティ個人年金保険
- バイオセキュリティ個人向け国債

### アクセスビークル
ATMも搭載した移動店舗車で、神奈川県内の決まった場所（3か所）を週2～3回訪れ、営業している。このアクセスビーグルには同行社員も同乗し、ローンなどの相談も受け付けている。

### 特定目的ローン
鉄道模型やロードバイク、一眼レフカメラなど、各種の高額商品の購入資金として使える特化型のローンを取り扱っている。

## 不祥事・融資を巡るトラブルなど

### 「かぼちゃの馬車」融資問題
スルガ銀行は、1980年代にリテール融資に特化した現在の業務形態にシフトした。不動産向けローンでは、建物の耐久年数を大幅に超える長期融資など、他行が及び腰となるような投資用物件への融資メニューも積極的に展開し、大手行では最短でも2週間かかる審査を5営業日で終わらせるなど迅速な審査にも定評があり、森信親金融庁長官から他行に先駆けてニッチな分野を開拓し、収益を上げている例として賞賛されるほどの成果を上げた。
こうした投資向け不動産に対する融資が地方銀行の新たなビジネスモデルとして脚光を浴びる中、スルガ銀行は、2014年以降、急成長していたスマートデイズとその投資家に対する融資に傾倒するようになる。
スマートデイズは2012年設立の不動産会社で、タレントのベッキーをCMに起用し、敷金・礼金不要の女性専用シェアハウス「かぼちゃの馬車」を中心に、首都圏で約900棟のシェアハウスを展開していた。「『家賃0円・空室有』でも儲かる不動産投資」との触れ込みで、個人投資家らに購入させたシェアハウスを一括で借り上げ、家賃を入居状況に関わらず保証する「サブリース」の形態を取っており、投資家オーナーは約700名に上った。その大半が銀行で多額の融資を受けて、長期の賃料収入を保証され、返せると踏んで、1棟あたり数千万円から数億円の割高な価格で物件を購入していた。
しかし、入居率が低迷し、2017年10月以降、水道光熱費の滞りが発生、オーナーに保証した家賃を減額し、2018年1月には完全に家賃の支払いがなくなった。そして、同年4月に民事再生法の適用を申請した。
事業破綻を受け、シェアハウス投資家の大半が融資の返済が困難となったことを受けて被害弁護団が設立され、スルガ銀行に全容解明と金銭消費貸借契約（融資契約）の撤回を要求した。しかしスルガ銀行は「答えられない」と回答。弁護団長であり、自身の娘婿も被害者の1人であった河合弘之は、「スマートデイズとスルガ銀行が組み、被害を受けたという事件の本質を認めない。銀行としての責任に全く欠ける対応」と非難した。
スマートデイズは、セミナー等を通じてシェアハウスオーナーに関心を持つ会社員らを集め、メインバンクであるスルガ銀行での融資を勧めた。通帳の写しを提出させ、預金残高が少なかった場合は写しを改竄するなどの手口で貯蓄や所得の水増しをした上で、投資家にスルガ銀行の横浜市内の支店を通じて、融資を受けさせていた。金融庁は、スルガ銀行の審査体制の問題だけでなく、通帳の写し改竄などの過程でスルガ銀行側も結託していた可能性を指摘している。
金融庁は、2018年3月16日、スルガ銀行に対して報告徴求命令を出し、実態の解明、報告を命じた。続けて金融庁は、同行役員がシェアハウス融資の過程で、不正行為に関与していた可能性があるとして、同行への緊急立ち入り調査を開始した。
朝日新聞は、地方の投資用マンションを一棟買いする別の不動産業者が絡む融資案件でも、預金額や年収の水増しなどの不正が発覚したと報じている。
2018年5月15日、スルガ銀行により中村直人弁護士を委員長とする第三者委員会が設置された。
同日、スルガ銀行が横浜東口支店、渋谷支店、二子玉川支店を対象とした社内調査の結果を公表。「かぼちゃの馬車」を含むシェアハウス向け融資が2,035億円（顧客数1,258名）に上ることを明らかにした。しかし、東京商工リサーチの独自調査によって、これら3支店とは別に、川崎支店が行った、株式会社ガヤルドが展開するミニアパート「テラス」向けのサブリースに対する約1億5,000万円の融資も発覚しており、さらに膨らむ可能性がある。ガヤルドは2003年6月設立の注文住宅やマンション分譲会社であり、代金を支払ったにもかかわらず、工事がストップする事例が相次いで発生。代表者や従業員も行方をくらませた。また、融資書類の改竄に関しては「相当数の社員が不正を認識していた可能性がある」ことを認めた。
9月7日、第三者委員会の報告書が公表され、「かぼちゃの馬車」関連に限らず、役員が不正融資に関与していた事例が多数あり、常態化していた実態が明らかとなる。仲介の不動産会社と結託して預金通帳の改竄などに手を染めていた他、融資の見返りとしてキャバクラなどで接待を受けていた事例が報告された。販売会社が物件販売価格を市場価格よりも割高に設定していることを知りながら融資を行うなどの実態も報告された。①融資を受けるオーナーの自己資金の水増し、②投資物件の価値を高くみせかける収益計画の偽装、③虚偽の売買契約書の作成等の不正はシェアハウス融資だけでなく不動産投資向け融資全般に「蔓延していた」ことや、多数の行員や支店長、役員が関与していたことが報告されたことを受け、岡野光喜会長兼CEO、米山明広社長ら3人の代表取締役を含む役員5名が退任し、有国三知男取締役が社長に就任する人事が発表。有国が記者会見において謝罪したが、30年以上トップに君臨し、報告書において「最も責任が重い」と指摘された岡野は姿を見せなかった。
報告書では、上司に首をつかまれて壁に押し当てられたり、営業目標が達成できない際に2時間以上立たされ同僚の前で給与額を言われたりするなどのパワーハラスメントが横行していた実態が報告され、有国は不衛生な労働環境に問題があったことを認めた。また、上司から「お前の家族皆殺しにしてやる」「ビルから飛び降りろ」などと恫喝されたと回答もあった。
かぼちゃの馬車問題に端を発する一連の不祥事を受けて、株価は9月6日までにピーク時の5分の1にまで下落した。
2020年3月25日、スルガ銀行は、シェアハウス関連債権を第三者に譲渡し、債務者が土地と建物の物納することを条件として、借金を帳消しにすることを発表。東京地方裁判所に民事調停を申し立てていた257人を対象とするが、他の債務者にも同様の対応を取るとした。
なお、2021年10月18日にかぼちゃの馬車事件（スルガ銀行シェアハウス詐欺の舞台裏）の書籍がみらいパブリッシング社から発刊されている。また、2022年3月14日放送のNHK総合テレビのドキュメンタリー番組『逆転人生』で、同事件の被害者の一人である冨谷皐介（現在は一般社団法人ReBORNs〈リボーン〉の代表）の視点で再現ドラマ化され、冨谷本人がスタジオゲスト出演した。2022年6月7日放送の日本テレビ系列のバラエティ番組『ザ!世界仰天ニュース』においても冨谷の視点で再現ドラマ化された。
2022年6月23日、不正を主導したとして2018年11月に懲戒解雇された元執行役員専務が、解雇は無効として給与の支払いなどを求めた訴訟の判決が東京地裁であった。「解雇理由になった行為を認めるに足りる証拠はなく、解雇は無効」として、本来の定年までの給与分としてスルガ銀行に対し計1600万円の支払いを命じた。スルガ銀行は同執行役員を含む旧経営陣に総額約35億円の損害賠償を求め提訴していたが、同執行役員については、責任を認め解決金1千万円を支払う内容で和解が成立した。同執行役員の解雇の無効を求める裁判は東京高裁で係争中だったが、和解を受けて訴えを取り下げる。

### 顧客の預金を流用
- 1970年、焼津支店支店長代理が担保として預かっていた客の預金通帳から2000万円以上を引き出していたことが発覚、同年11月23日に詐欺容疑で逮捕[69]。
- 2018年8月、本店営業部の男性行員が2015年に顧客3人の定期預金合計約1.6億円を無断で解約し、自分の担当先への融資金に流用していたことが顧客からの問い合わせを契機に発覚[70]。懲戒解雇処分となった。
- 2022年10月21日、小田原支店の行員が顧客の預金約5700万円を着服し、私的に利用していたことが発覚[71]。

### マンション投資を巡る訴訟
大阪市内の不動産会社からマンションを計2億2,900万円で購入した岡山県在住の男性が、スルガ銀行から融資を受ける際、業者から家賃収入で十分に返済可能であると説明され、月約100万円を返済する内容の契約を締結。ところが、実際の収入は返済額を下回っており、男性は、当該の不動産会社がスルガ銀行に対し、家賃収入などを巡る書類を改竄した上でスルガ銀行に提出したため、実際には割高な物件を購入させられたとして、2018年に当該の不動産会社とスルガ銀行を相手取り、計約2億2,700万円の支払いを求めて大阪地方裁判所に訴訟を提起した。
シェアハウスの場合、過大な借入をした所有者が物件を手放せば返済を免除するとの内容で調停に応じるとする一方、アパート・マンションローンについては「それぞれ事情が異なる」として被害弁済に応じておらず、2021年5月には、「スルガ銀行不正融資被害弁護団」が結成された。弁護団は、不正融資は全国計約6900件、被害総額は約4400億円に上ると主張している。

### 創業家への融資
スルガ銀行は創業家の関連会社に対し、使途不明金を含む融資を行なっており、その金額は数百億円に上ることが一連の不祥事を受けた調査の過程で判明した。

### デート商法詐欺まがい行為
2019年2月13日、スルガ銀行行員がデート商法詐欺まがいの行為に関与し、個人向けの無担保ローンを融資していた疑いが判明した。スルガ銀行広報室は取材に対し、弁護士を交えた調査に着手したことを明らかにした。